# برزيميسلاف كزارنيك
برزيميسلاف كزارنيك (بالبولندية: Przemysław Czarnek)‏ (من مواليد 11 يونيو 1977) هو سياسي وأكاديمي بولندي، يشغل منصب وزير التربية والعلوم منذ 19 أكتوبر 2020. انتخب في انتخابه في عام 2019 كعضو في مجلس النواب التاسع كعضو في حزب القانون والعدالة. يشتهر كزارنيك بمعارضته لحقوق المثليين وتعليقاته المثيرة للجدل حول حقوق المرأة، ودعم العقاب البدني للأطفال. يعد كزارنيك من أنصار المنظمة الكاثوليكية المحافظة المتطرفة أورديو يوريس.